# Sinner (Patrizierfamilie)

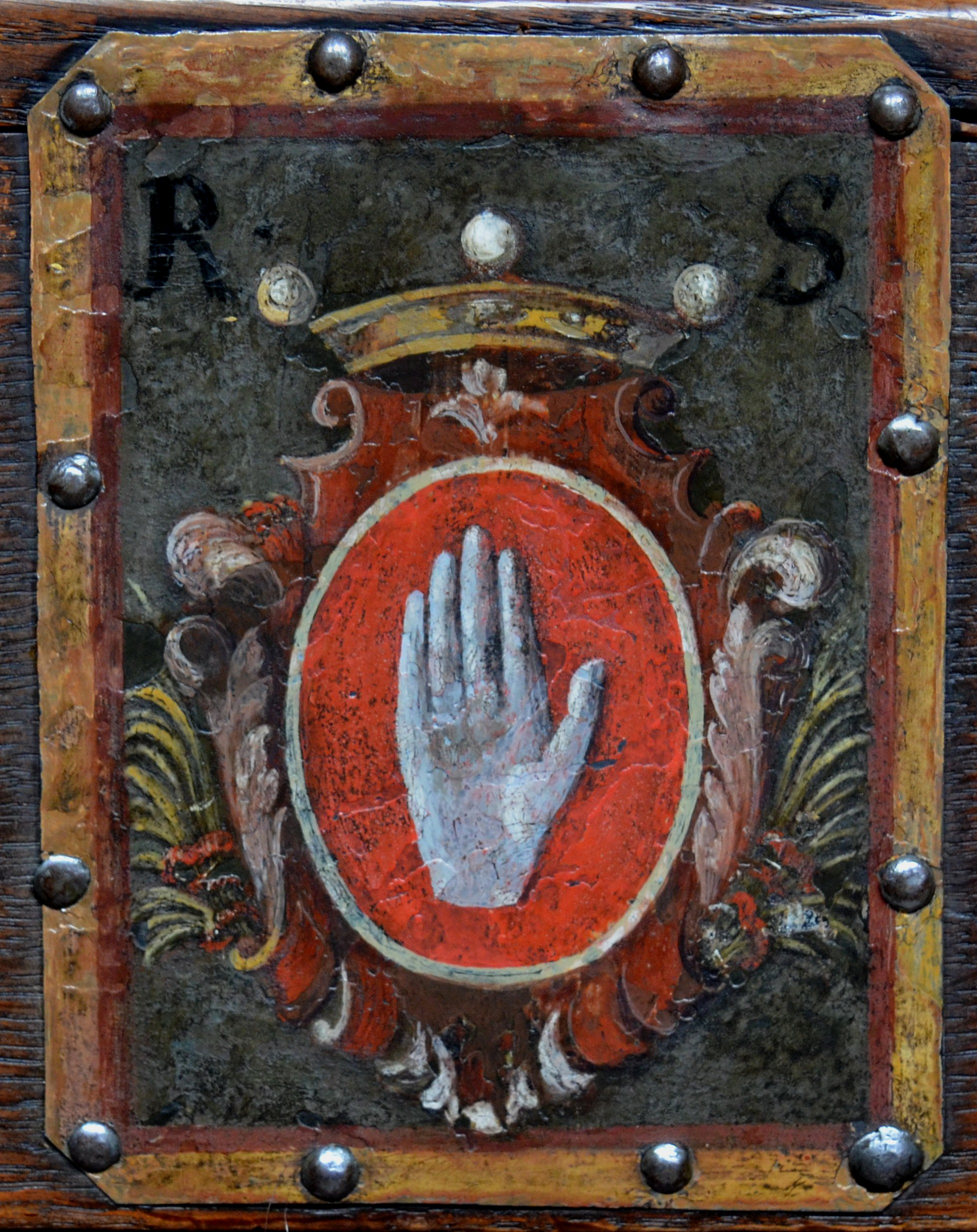
Berner Münster, Kirchenortschild mit Wappen Sinner (um 1760)

Die Familie von Sinner ist eine Berner Patrizierfamilie, die seit dem 15. Jahrhundert das Burgerrecht der Stadt Bern besitzt und heute der Gesellschaft zu Mittellöwen angehört.

## Geschichte
Carl Ahasver von Sinner gehörte der Gesellschaft zum Affen an. Der Zweig der Gesellschaft zu Metzgern ist erloschen. 
1706 erhob Kaiser Joseph I. den Schultheissen Johann Rudolf Sinner (1632–1708) in den erblichen Reichsfreiherrenstand. Von ihm stammen zwei freiherrliche Linien ab, eine schweizerische und eine preußische. Die seit dem 14. Jahrhundert in Bern niedergelassene Familie führt seit 1785 das Prädikat „von“. Der Berner Grossratsbeschluss von 1783 stellte allen regimentsfähigen Geschlechtern das Führen des Adelsprädikats frei.

## Wappen
Das ursprüngliche Wappenbild, wie es der Stammvater Hans der Seckler führte, war ein goldener Handschuh, der auf den Beruf der Handschuhmacher hinwies. 
Um 1680 vertauschte Johann Rudolf Sinner (1632–1708) dieses mit einer silbernen Schwurhand mit fünffingeriger Geste. Das Wappen wurde damit redend: Sinner ist die frühere Bezeichnung des Eichmeisters. Sinner leitet sich vom lateinischen signare «kennzeichnen» her. 

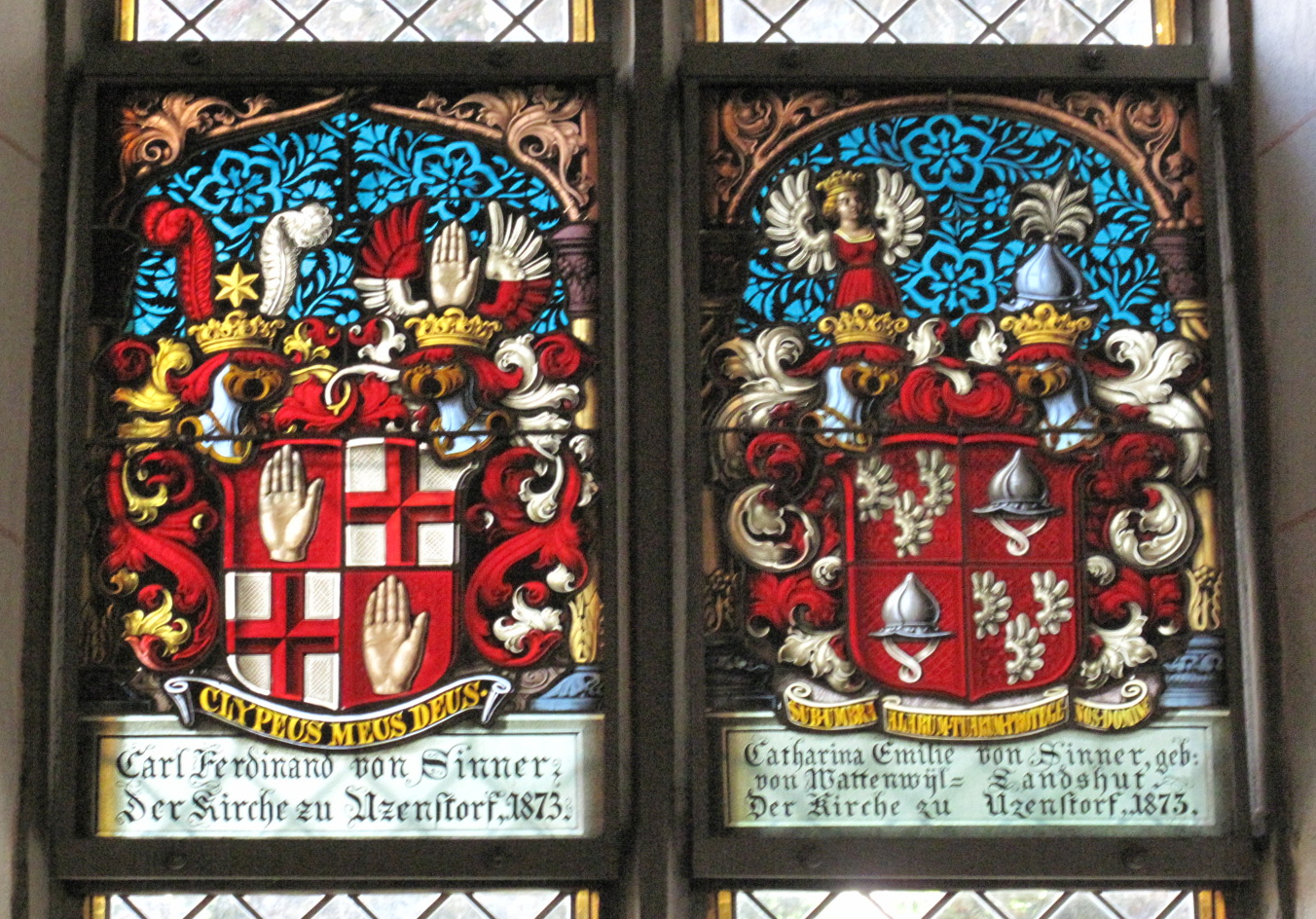
Allianzwappen Freiherr von Sinner-von Wattenwyl-Landshut

Am 12. März 1706 erhob Kaiser Joseph I. den Genannten in den erblichen Reichsfreiherrenstand, wobei er dem Wappen den Schildrand als Wappenbesserung zufügte. Bei der Gelegenheit wurde auch das quadrierte Wappen verliehen, das im 18. Jahrhundert gelegentlich geführt wurde, trotz des prinzipiellen Verbotes derartiger Wappen.

## Personen
Zweig Metzgern
- Gabriel Rudolf Ludwig von Sinner (1801–1860), Philologe und Bibliothekar

Zweig Mittellöwen
- Johann Rudolf Sinner (Schultheiss) (1632–1708), Schweizer Staatsmann
- Johann Rudolf Sinner (Grossrat) (1658–1742), Berner Politiker (Großrat) und Gesandter
- Johann Rudolf Sinner (Magistrat) (1702–1782), Schweizer Magistrat
- Johann Rudolf Sinner (Schriftsteller) (1730–1787), Schweizer Schriftsteller und Magistrat
- Johann Rudolf von Sinner (1830–1901), Schweizer Chef des Generalstabs und Berner Politiker
- Vincenz Sinner (1669–1748), Offizier in fremden Diensten, Landvogt nach Moudon, Landvogt nach Echallens
- Friedrich Sinner (1713–1791), Schultheiss von Bern und Baron de Grandcour
- Rudolf von Sinner (1890–1960), Architekt
- Sasha Morgenthaler geb. von Sinner (1893–1975), Künstlerin und Puppenmacherin

Zweig Affen
- Carl Ahasver von Sinner (1754–1821), Architekt und Magistrat